# Vale (Georgien)
Vale (georgiska: ვალე) är en stad i Georgien. Den ligger 160 km väster om huvudstaden Tbilisi, vid gränsen mot Turkiet i söder. Vale ligger 1 172 meter över havet och antalet invånare var 3 646 år 2014.